# Paul Porcasi
Paul Porcasi est un acteur italien, né le 1er janvier 1879 à Palerme (Sicile), mort le 8 août 1946 à Los Angeles — Quartier d'Hollywood (Californie).

## Biographie
Émigré aux États-Unis, Paul Porcasi y entame sa carrière d'acteur au théâtre et joue notamment à Broadway (New York) à partir de 1916, dans trois comédies musicales et cinq pièces. Son dernier rôle sur les planches new-yorkaises est celui de Nick Verdis, dans la pièce Broadway (en) de Philip Dunning et George Abbott, représentée 603 fois de septembre 1926 à février 1928, aux côtés entre autres de Joseph Calleia, Millard Mitchell et Lee Tracy.
Accaparé par le théâtre, il contribue au cinéma à seulement quatre films muets, le premier sorti en 1917, le dernier en 1926. Puis il revient à l'écran dans son premier film parlant sorti en 1929, adaptation de la pièce Broadway pré-citée (réalisation de Paul Fejos, sous le même titre, avec Glenn Tryon et Evelyn Brent), où il reprend son rôle initial.
Délaissant les planches, il collabore ensuite à près de cent-quarante films américains, comme second rôle de caractère ou dans des petits rôles non crédités, le dernier sorti en 1945 (année précédant sa mort). Parmi eux, mentionnons Cœurs brûlés de Josef von Sternberg (1930, avec Gary Cooper et Marlène Dietrich), Carioca de Thornton Freeland (1933, avec Dolores del Río et Gene Raymond), La Dame des tropiques de Jack Conway (1939, avec Robert Taylor et Hedy Lamarr), ou encore Les Cuistots de sa majesté de Sam Taylor (son avant-dernier film, 1944, avec Laurel et Hardy).

## Théâtre à Broadway (intégrale)
- 1916-1917 : Follow Me, comédie musicale, musique de Sigmund Romberg, lyrics de Robert B. Smith (adaptation de l'opérette Was tut man nicht alles aus Liebe, musique de Leo Ascher, livret de Felix Dörmann) : Fresco
- 1917-1918 : Blind Youth de Willard Mack et Lou Tellegen : rôle non spécifié
- 1918-1919 : Little Simplicity, comédie musicale, musique d'Augustus Barratt, lyrics et livret de Rida Johnson Young : Pierre Lefèvre
- 1920-1921 : Jimmie, comédie musicale, musique d'Herbert Stothart, lyrics d'Otto Harbach et Oscar Hammerstein II, livret d'Otto Harbach, Oscar Hammerstein II et Frank Mandel : Vincenzo Carlotti
- 1922 : The National Anthem de J. Hartley Manners : Dr Virande
- 1922 : The Texas Nightingale de Zoe Akins, mise en scène de David Burton : Le comte Houdonyi-Block
- 1925 : Mademoiselle ma mère (Oh Mama) de Louis Verneuil, adaptation de Wilton Lackaye et Harry Wagstaff Gribble : Le maître d'hôtel
- 1926-1928 : Broadway de (et mise en scène par) Philip Dunning et George Abbott : Nick Verdis

## Filmographie partielle

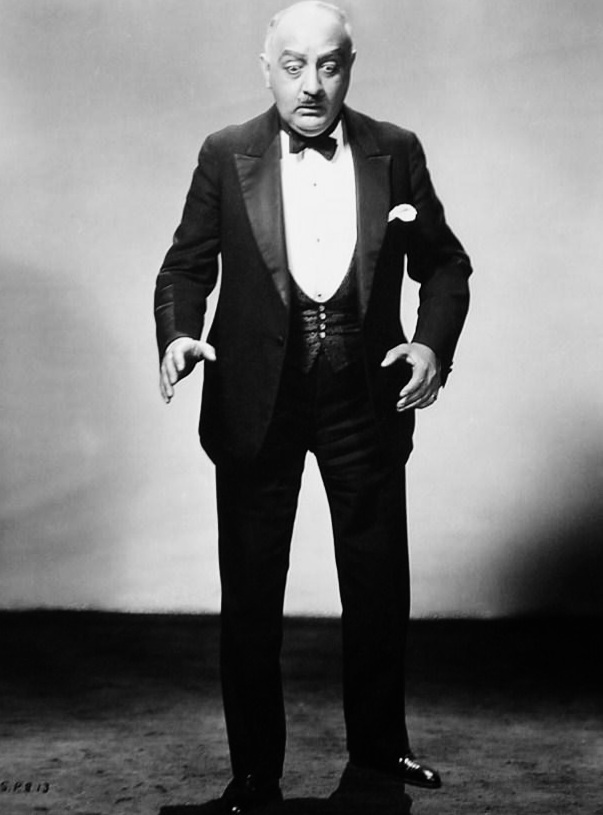
Dans le film Broadway (1929, photo promotionnelle)

- 1917 : The Fall of the Romanoffs d'Herbert Brenon : rôle non spécifié
- 1925 : Cobra de Joseph Henabery : Le cafetier
- 1926 : Say It Again de Gregory La Cava : Le comte Tanza
- 1929 : Broadway de Paul Fejos : Nick Verdis
- 1930 : Cœurs brûlés (Morocco) de Josef von Sternberg : Lo Tinto
- 1930 : A Lady's Morals de Sidney Franklin : Maretti
- 1930 : Born Reckless de John Ford et Andrew Bennison : Pa Beretti
- 1930 : Désemparé (Derelict) de Rowland V. Lee : Masoni
- 1931 : Svengali de Archie Mayo : Bonelli
- 1931 : Under 18 de Archie Mayo : François
- 1931 : Le Beau Joueur (Smart Money) de Alfred E. Green : Alexander Amenoppopolus
- 1931 : Le Code criminel (The Criminal Case) de Howard Hawks : Tony Spelvin
- 1931 : Doctors' Wives de Frank Borzage : Dr Calucci
- 1931 : Gentleman's Fate de Mervyn LeRoy
- 1932 : Le Plombier amoureux (The Passionate Plumber) d'Edward Sedgwick : Paul Le Maire
- 1932 : Jenny Lind d'Arthur Robison
- 1932 : Kid d'Espagne (The Kid from Spain) de Leo McCarey : Gonzales
- 1932 : Cynara de King Vidor : Joseph
- 1932 : Le Démon du sous-marin (Devil and the Deep) de Marion Gering : Hassan
- 1932 : L'Adieu aux armes (A Farewell to Arms) de Frank Borzage : Harry
- 1933 : Prologues (Footlight Parade) de Lloyd Bacon et Busby Berkeley : Apolinaris
- 1933 : King Kong de Merian C. Cooper et Ernest B. Schoedsack : Le vendeur de pommes
- 1933 : Carioca (Flying Down to Rio) de Thornton Freeland : Le maire
- 1933 : Le Secret de madame Blanche (The Secret of Madame Blanche) de Charles Brabin : Le docteur français
- 1934 : Tempête sur la ligne (Looking for Trouble) de William A. Wellman : Le directeur du cabaret
- 1934 : Tarzan et sa compagne (Tarzan and His Mate) de Cedric Gibbons et Jack Conway : M. Feronde
- 1934 : La Cucaracha de Lloyd Corrigan (court métrage) : Señor Esteban Martinez
- 1934 : La Joyeuse Divorcée (The Gay Divorcee) de Mark Sandrich : Le maître d'hôtel français
- 1934 : La Soirée de Miss Stanhope (Coming Out Party) de John G. Blystone : le manager
- 1934 : Agent britannique (British Agent) de Michael Curtiz : Le comte Romano
- 1934 : Images de la vie (Imitation of Life) de John M. Stahl : Le directeur du restaurant
- 1935 : Caprice de femmes (Enter Madame) d'Elliott Nugent : Archimède
- 1935 : Charlie Chan en Égypte (Charlie Chan in Egypt) de Louis King : Inspecteur Fouad Soueida
- 1935 : Griseries (I Dream Too Much) de John Cromwell : Oncle Tito
- 1935 : The Florentine Dagger de Robert Florey : Antonio
- 1935 : La Fiesta de Santa Barbara de Louis Lewyn (court métrage) : lui-même
- 1935 : La Dernière Rumba (Rumba) de Marion Gering : Carlos
- 1935 : Waterfront Lady (en) de Joseph Santley : Tony Spadaloni
- 1935 : Le Gondolier de Broadway (Broadway Gondolier) de Lloyd Bacon : Señor Fuzzi
- 1936 : Rose-Marie (titre original) de W. S. Van Dyke : Le chef cuisinier Émile
- 1936 : L'Agent cyclone (Crash Donovan) de William Nigh : Le cafetier
- 1937 : Café Métropole (Café Metropole) d'Edward H. Griffith : Le fonctionnaire de police
- 1937 : Le Chant du printemps (Maytime) de Robert Z. Leonard : Trentini
- 1937 : L'Heure suprême (Seventh Heaven) d'Henry King : Un gendarme
- 1937 : Le Secret des chandeliers (The Emperor's Candlesticks) de George Fitzmaurice : Santuzzi
- 1937 : L'Inconnue du palace (The Bride Wore Red) de Dorothy Arzner : Signor Nobili
- 1938 : L'École du crime (Crime School) de Lewis Seiler : Nick Papadopolos
- 1938 : Fantômes en croisière (Topper Takes a Trip) de Norman Z. McLeod : Le propriétaire du casino
- 1939 : Tout se passe la nuit (Everything Happens at Night) d'Irving Cummings : Le barman
- 1939 : La Dame des tropiques (Lady of the Tropics) de Jack Conway : Lamartine
- 1940 : L'Auberge des loufoques (Argentine Nights) d'Albert S. Rogell : Papa Viejos
- 1940 : Torrid Zone de William Keighley
- 1940 : Nuits birmanes (Moon Over Burma) de Louis King : Un commerçant
- 1940 : L'Étrange Aventure (Brother Orchid) de Lloyd Bacon : Le directeur du magasin
- 1940 : L'Étrange Cas du docteur Kildare (Dr. Kildare's Strange Case) de Harold S. Bucquet
- 1940 : Tanya l'aventurière (I Was an Adventuress) de 	Gregory Ratoff : Le pêcheur
- 1941 : En route vers Zanzibar (Road to Zanzibar) de Victor Schertzinger : Un turc au marché d'esclaves
- 1941 : Two in a Taxi de Robert Florey : Herman
- 1941 : Ève a commencé (It Started with Eve) d'Henry Koster : Le chef cuisinier Armand
- 1942 : Casablanca de Michael Curtiz : Le marocain introduisant Ferrari
- 1942 : Road to Happiness de Phil Rosen : Pietro Pacelli
- 1942 : Au pays du rythme (Star Spangled Rhythm) de George Marshall : « Benito Mussolini »
- 1943 : Hi Diddle Diddle d'Andrew L. Stone : L'impresario
- 1943 : Intrigues en Orient (Background to Danger) de Raoul Walsh : Le fonctionnaire des douanes avec Joe
- 1944 : Héros d'occasion (Hail the Conquering Hero) de Preston Sturges : Le cafetier
- 1944 : Swing Hostess de Sam Newfield : Spumoni
- 1944 : Les Cuistots de sa majesté (Nothing but Trouble) de Sam Taylor : Le restaurateur italien
- 1945 : I'll Remember April d'Harold Young : Popolopolis